# Иоане, Эдди
Эдди Иоане (англ. Eddie Ioane, родился 2 июня 1966 года в Апиа) — самоанский регбист, игравший на позиции замка.

## Биография
В Чемпионате провинций Новой Зеландии, ныне известном как Кубок Mitre 10, Эдди выступал за команду «Окленд». В 1990-е годы в рамках своей профессиональной карьеры провёл несколько сезонов за японский клуб «Рико Блэк Рэмс», какое-то время также играл за новозеландскую команду «Понсонби».
За сборную Самоа провёл официально пять тест-матчей, из них четыре сыграны в Тихоокеанском чемпионате 1990 и 1991 годов, а пятый пришёлся на чемпионат мира 1991 года, где самоанцы вышли в четвертьфинал. В известнейшем поединке против Уэльса, закончившемся победой 16:13, Иоане не играл и находился на скамье запасных. 16 октября 1991 года он сыграл свой первый и единственный матч на чемпионате мира против Шотландии, который самоанцы проиграли — он вышел на поле в связи с дисквалификацией Мэта Кинана. В 1992 году сыграл несколько неофициальных матчей в турне по Новой Зеландии.
В 2016 году назначен президентом клуба «Понсонби», в тренерском штабе которого ранее работал.

## Семья
Супруга — регбистка Сандра Уйхонги, игравшая в прошлом за женскую сборную Новой Зеландии. Сыновья — Акира (родился в Токио) и Риеко (родился в Окленде), оба играют за сборные Новой Зеландии по регби-15 и по регби-7. Родственником этой семьи является ещё один регбист, Стивен Иоане.